# Eugen Wüster
Eugen Bernhard Casper Wüster (Wieselburg, 10 ottobre 1898 – Vienna, 29 marzo 1977) è stato un esperantista e linguista austriaco.

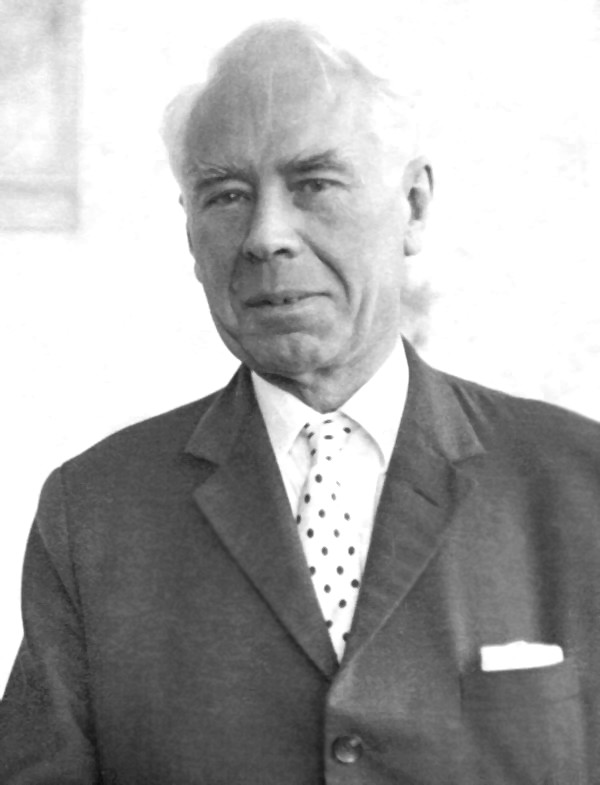
Eugen Wüster in 1967

Interlinguista, è considerato il fondatore della terminologia.

## Biografia
Il padre di Wüster fu un industriale; Wüster si occupò, durante i suoi studi, principalmente di elettrotecnica, e si laureò nel 1927. Nel 1931 conseguì il dottorato, e contestualmente assunse la guida della segheria di famiglia. I profitti generati dall'azienda gli avrebbero permesso di finanziare molti suoi progetti di ricerca scientifici, fra cui un centro di terminologia, da cui poi sarebbe nata l'Infoterm.
Su commissione dell'Österreichischer Normenausschuss, nel 1951 Wüster ottenne l'incarico di segretario dello standard ISO/TC 37 – "Terminologia (principi e coordinamento)".

## Wüster e l'esperanto
(Enciklopedio de Esperanto, Budapest, 1934)
Wüster apprese l'esperanto in tenera età, e in gioventù fu particolarmente attivo nel movimento esperantista. Nei suoi lavori sulla terminologia assunse spesso che la lingua esperanto potesse funzionare come lingua ponte per standardizzare le convenzioni terminologiche e il lessico tecnico-scientifico. Dal 1935 cominciò ad interessarsi ad altre lingue ausiliarie internazionali, come l'occidental e l'interlingua.

## Carriera scientifica
I lavori di Wüster godettero di un'importante eco già al suo tempo. Ernest Drezen tradusse in russo, nel 1935, un suo lavoro sulla normalizzazione del lessico tecnico, e nel 1936 un comitato sovietico per la normalizzazione avviò la fondazione del Comitato Tecnico ISA 37, volto alla normalizzazione dei principi della costruzione dei termini specifici e alla redazione di vocabolari specialistici. Dopo la seconda guerra mondiale, quando l'ISA assunse l'attuale denominazione ISO, Wüster ottenne una rifondazione della commissione sotto il nome di ISO/TC 37 - Terminologia: principi e coordinamento. Nel 1971 Wüster iniziò, a Vienna, la fondazione dell'Infoterm, che guidò sino alla morte.
Come lessicografo, Wüster collaborò alla prima edizione di un International Electrotechnical Vocabulary in sei lingue (Londra, 1938). Si occupò inoltre delle problematiche relative all'ambito bibliografico, della riforma ortografica tedesca, della classificazione decimale universale e di questioni di informatica.
Alla sua morte, i suoi scritti vennero lasciati in eredità all'Infoterm; attualmente costituiscono l'Archivio Eugen Wüster dell'Università di Vienna.